# Warwick Braithwaite
Warwick Braithwaite   (Dunedin, 9 de gener de 1896 - Londres, 19 de gener de 1971) va ser un director orquestral de Nova Zelanda. Va treballar majoritàriament a Gran Bretanya i va ser especialment conegut pel seu treball en òpera.
Braithwaite era un dels més joves d'un gran nombre de fills (almenys 16 i fins a 22 nens, però els registres no són adequats) nascuts de Joseph Braithwaite i Mary Ann Braithwaite (nascuda Bellett) a Dunedin. El seu pare va ser després alcalde de Dunedin entre 1905 i 1906.
La família era molt aficionada a la música: la família Braithwaite realitzaria concerts de Gilbert i Sullivan amb amics i familiars a la seva casa de 20 habitacions a Dunedin, i la seva germana gran Mabel Manson va emigrar a Anglaterra abans de néixer Warwick, on va fer una carrera considerable com a cantant.
Entre els germans de Braithwaite figuraven John Braithwaite, que va ser condemnat i executat per diversos motius durant la Primera Guerra Mundial i indultat pel govern de Nova Zelanda el 2000, i Rewi Braithwaite, que va jugar al primer partit de futbol internacional oficial de Nova Zelanda contra Austràlia el 1922.
Braithwaite va servir breument a les forces armades de Nova Zelanda durant la Primera Guerra Mundial. Va guanyar diverses competicions com a compositor i pianista i després va seguir la seva germana a Anglaterra el 1916 estudiant al "Goring Thomas Compositions Scholar" i la Royal Academy of Music de Londres, on va estudiar composició i piano.,

## Carrera musical
Es va incorporar a l'"O'Mara Opera Company" com a mestre de cor, una companyia d'òpera de gira dirigida pel tenor irlandès Joseph O'Mara, i amb els quals va debutar com a director d'orquestra amb Fra Diavolo de Daniel Auber el 1919. Després d'aquest es va incorporar a l'Òpera nacional britànica. Empresa com a repetidor i també el 1922 va passar un any treballant per a Bruno Walter a l'Òpera estatal de Baviera a Múnic. Quan Walter va marxar a Amèrica, Hans Knappertsbusch va ser designat per a la feina i va acabar de forma immediata amb l'ocupació de qualsevol no alemany que treballés per a l'empresa. Posteriorment es va convertir en el primer subdirector musical de 2LO, el precursor de la BBC, i després es va traslladar a l'Orquestra Estació Cardwa 5WA de la BBC, on va dirigir moltes de les primeres actuacions del Regne Unit de la música de Jean Sibelius. Aquesta orquestra es va tancar quan la BBC va decidir centralitzar els seus esforços i posar els seus diners a la recent constituïda Orquestra Simfònica de la BBC de Londres, sota Sir Adrian Boult.
El 1931 Braithwaite es va incorporar a Vic-Wells, més tard a la Sadler's Wells Opera Company (des de 1974 English National Opera), la companyia dirigida per la ferotge autocràtica Lilian Baylis, que va persuadir als polítics Winston Churchill i Stanley Baldwin, els escriptors G. K. Chesterton i John Galsworthy, la compositora Ethel Smyth, i el director d'orquestra Thomas Beecham per recaptar fons per a un nou teatre a Sadler's Wells a Islington, on hi havia hagut un teatre des de 1683.
La companyia no només va fer òpera, sinó també ballet i teatre: entre les seves estrelles es trobaven Laurence Olivier, John Gielgud, Margot Fonteyn, Robert Helpmann, Joan Cross, Constant Lambert. El 1931, el primer any de Braithwaite, la companyia va interpretar catorze òperes; l'any següent va interpretar vint-i-sis òperes. En total la companyia va compondre una cinquantena d'òperes entre 1931 i 1939: una empresa molt ambiciosa. Braithwaite va dirigir Els mestres cantaires de Nuremberg i el Lohengrin de Wagner i el Fidelio de Beethoven, les òperes de Mozart (incloent Così fan tutte, aleshores poques vegades), Don Carlo de Verdi i un èxit darrera èxit Falstaff, les òperes de Giacomo Puccini i The Wreckers d'Ethel Smyth. El teatre es va tancar breument quan va començar la guerra, però aviat es va tornar a obrir. Braithwaite va dirigir Tosca de Puccini a Sadler's Wells la tarda del 7 de setembre de 1940. Lawrance Collingwood va dirigir Faust de Charles Gounod la mateixa nit. Aquesta va ser la primera nit del Blitz, i una de les pitjors. Londres va ser incendiada per onades de bombes alemanyes, 430 persones mortes i 1.600 ferides greus. Braithwaite va observar la incursió des del terrat del teatre.
El 1940 va succeir a George Szell com a director principal de l'Orquestra escocesa i, alhora, va supervisar l'expansió de la seva temporada de tres mesos a sis mesos a l'any. Mentre es trobava a Glasgow, també va dirigir la Banda de la Força Aèria dels Estats Units, la banda fundada per Glenn Miller. Durant la guerra també va estar molt implicat en la campanya per salvar l'Orquestra Filharmònica de Londres durant aquests anys i es pot veure a la pel·lícula Battle for Music, que documenta aquesta història.
Després de la guerra es va incorporar a la Royal Opera House, Covent Garden, com a director musical de la Companyia de Ballet on va dirigir l'estrena occidental de Cinderella de Prokófiev amb Moira Shearer en el paper principal. Va dirigir òperes amb alguns dels més grans cantants del període, entre els quals Boris Christoff a Boris Godunov, i Victoria de los Ángeles en el seu debut com a Mimi de Puccini. I també una actuació dAïda amb Astrid Varnay cantant Aïda en italià, Hans Hopf cantant Radames en alemany i Jess Walters cantant Ramphis en anglès.
Va fer gires per Austràlia el 1947 com a director convidat, amb concerts a totes les ciutats de la capital continental.
Va ser director de l'Orquestra Nacional de Nova Zelanda el 1954 i després director musical de l'òpera nacional d'Austràlia entre 1954 i 555. El 1956 va tornar a Gran Bretanya com a director musical de l'Òpera nacional galesa de 1956 a 1960, on va dirigir una gran varietat d'interessants i poc coneguts repertoris com I Lombardi de Verdi i La battaglia di Legnano, Mefistofele de Boito i de Rimsky-Korsakov La nit de maig, així com el repertori estàndard. El 1960 es va incorporar a l'Opera Wells de Sadler on va dirigir-se fins a la seva jubilació el 1968.
El 1970 va viatjar a Austràlia on va dirigir Fidelio amb la companyia d'òpera australiana. Va ser membre de la Reial Acadèmia de la Música.

## Vida personal i mort
Braithwaite es va casar primer amb Phyllis Greatrex (nascuda Bain) el 1925, amb qui va tenir una filla, Barbara, infermera. Després, el 1931, es va casar amb Lorna Constance Davies amb qui va tenir dos fills, Sir Rodric Braithwaite, diplomàtic i autor, i el director d'orquestra Nicholas Braithwaite. Va morir a Londres el 19 de gener de 1971, i va ser enterrat a Levington a Suffolk a la mateixa tomba que el seu net de tres anys, Mark, que va morir el mateix any.

## Llegat
El seu llegat discogràfic és principalment acompanyant d'alguns dels més grans cantants de mitjan segle XX - Elisabeth Schwarzkopf, Sena Jurinac, Kirsten Flagstad, Tito Gobbi, Nicola Rossi-Lemeni i Joan Hammond, entre d'altres. També hi ha alguns enregistraments de música de ballet amb la Royal Opera House Orchestra, que es van publicar al segell Parlophone, i hi ha alguns enregistraments d'emissions de la BBC d'òperes completes, entre les quals, La fanciulla del West de Giacomo Puccini amb Sadler's Wells i I Lombardi amb la Nationalpera Nacional Gal·lesa
Actiu també com a compositor, escrivint dues òperes (incloent The Pendragon, sobre el rei Arturo), així com una variada col·lecció d'altres peces Braithwaite va escriure el llibre The Conductor's Art (ISBN 978-0313200588), publicat el 1952. Les seves composicions i es presenten altres treballs a la "Biblioteca Alexander Turnbull" de Wellington, Nova Zelanda.